# Suore francescane di Nostra Signora del Rifugio
Le Suore Francescane di Nostra Signora del Rifugio (in portoghese Congregação das Irmãs Franciscanas de Nossa Senhora do Amparo; sigla C.F.A.) sono un istituto religioso femminile di diritto pontificio.

## Storia
La congregazione fu fondata dal sacerdote João Francisco de Siqueira Andrade. Cappellano militare durante la guerra del Paraguay, rimase colpito dallo stato di miseria e di abbandono degli orfani e nel 1871 aprì per loro a Petrópolis la "escola doméstica de Nossa Senhora do Amparo": il sacerdote affidò la direzione dell'istituto a un gruppo di collaboratrici volontarie sotto la guida di Francisca Narcisa de Siqueira, nipote di João Francisco.
Con il tempo la comunità di insegnanti si orientò verso la vita religiosa nello spirito francescano e il 17 gennaio 1906 João Francisco Braga, vescovo di Niterói, eresse canonicamente la congregazione di Nostra Signora del Rifugio.
L'istituto è aggregato all'ordine dei frati minori dal 10 dicembre 1956.

## Attività e diffusione
Le suore si dedicano alla cura degli orfani e dei bambini poveri.
Oltre che in Brasile, sono presenti in Angola; la sede generalizia è a Petrópolis.
Alla fine del 2015 l'istituto contava 111 religiose in 28 case.